# Wöschhalde
Wöschhalde ist ein Stadtteil der Stadt Villingen-Schwenningen im Südwesten Baden-Württembergs. Die Wöschhalde liegt im Nordosten des Stadtbezirks Villingen, etwa 3 km von der Stadtmitte entfernt.
Die Wöschhalde erstreckt sich in Nord-Süd-Richtung über zirka 1100 m und in Ost-West-Richtung über etwa 400 m. Sie liegt an einem Westhang oberhalb des Goldenen Bühls in einer Höhenlage von 725 m ü. NN im Südwesten und 760 m ü. NN im Nordosten.
In den 1960er Jahren wurde der Stadtteil gegründet und in den folgenden Jahren ausschließlich mit Flachdachbauten bebaut. Im Nordosten der Wöschhalde befindet sich die gleichnamige Straße, in der sich hauptsächlich mehrstöckige Mehrfamilienhäuser befinden. In den westlich davon gelegenen Straßen befinden sich Reihenhäuser und Bungalows.
Ende der 80er Jahre wurde beschlossen den südlich von der damaligen Wöschhalde gelegenen Bereich ebenfalls zu erschließen. Hier befindet sich heute ein Wohngebiet mit vielen Einfamilienhäusern und einigen kleineren Mehrfamilienhäusern. Die Straßen sind im Gegensatz zu denen im älteren Teil der Wöschhalde kurvig angelegt. Teilweise sind sie als Spielstraßen ausgewiesen.
Nördlich der Wöschhalde befindet sich bei 48° 5′ 16″ nördlicher Breite und 8° 28′ 11″ östlicher Länge ein 83 Meter hoher Fernmeldeturm der Deutschen Telekom.